# 河阳街道 (洛阳市)
河阳街道是中华人民共和国河南省洛陽市孟津区下辖的一个街道办事处。

## 行政区划
河阳街道下辖以下村级行政区划单位：
三和社区、河阳新村社区、河阳社区、清庄村、小川村、横涧村、坡底村和冶戌村。